# Affaire Jacques Georgin

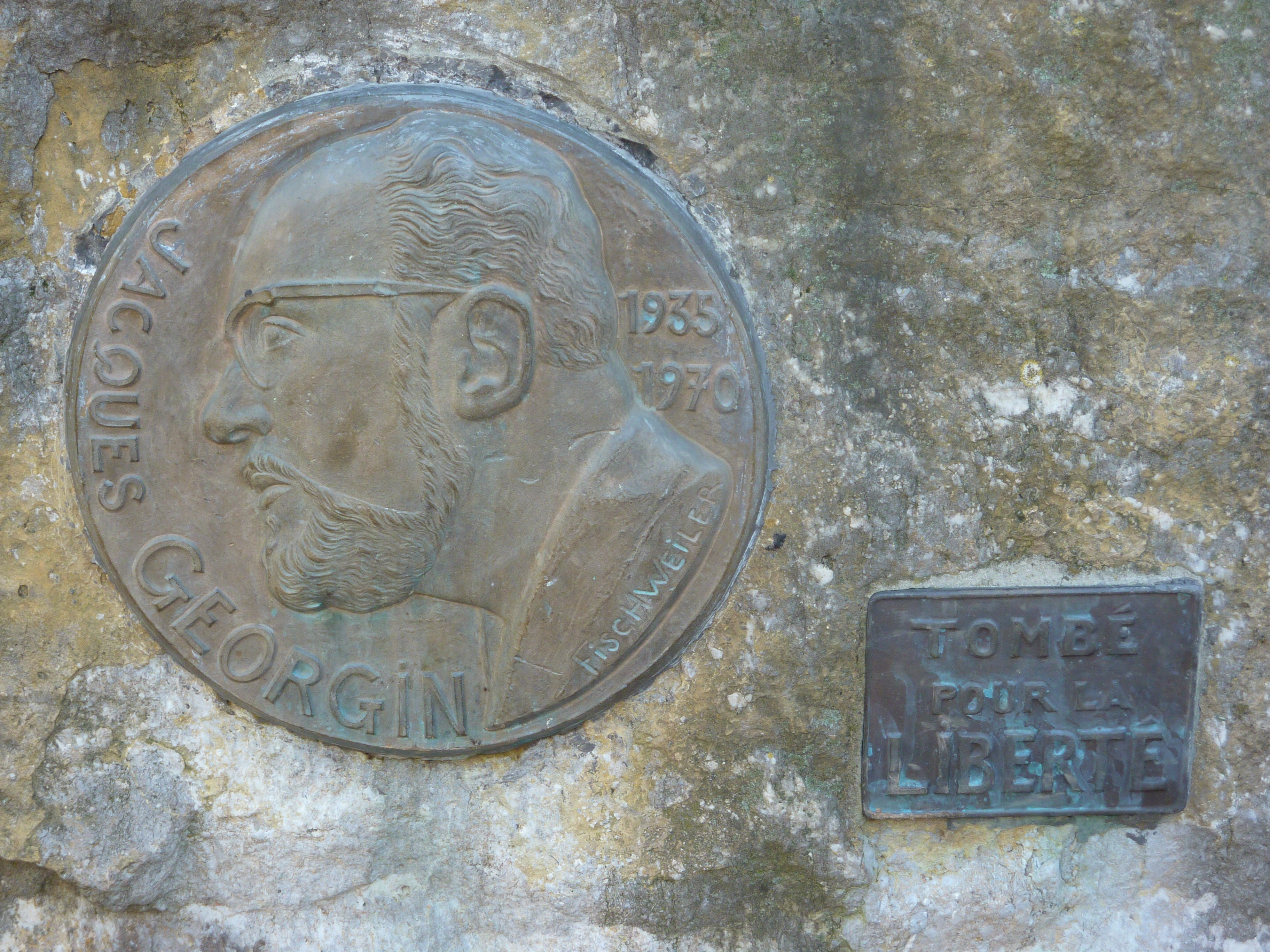
Mémorial Jacques Georgin à Bruxelles

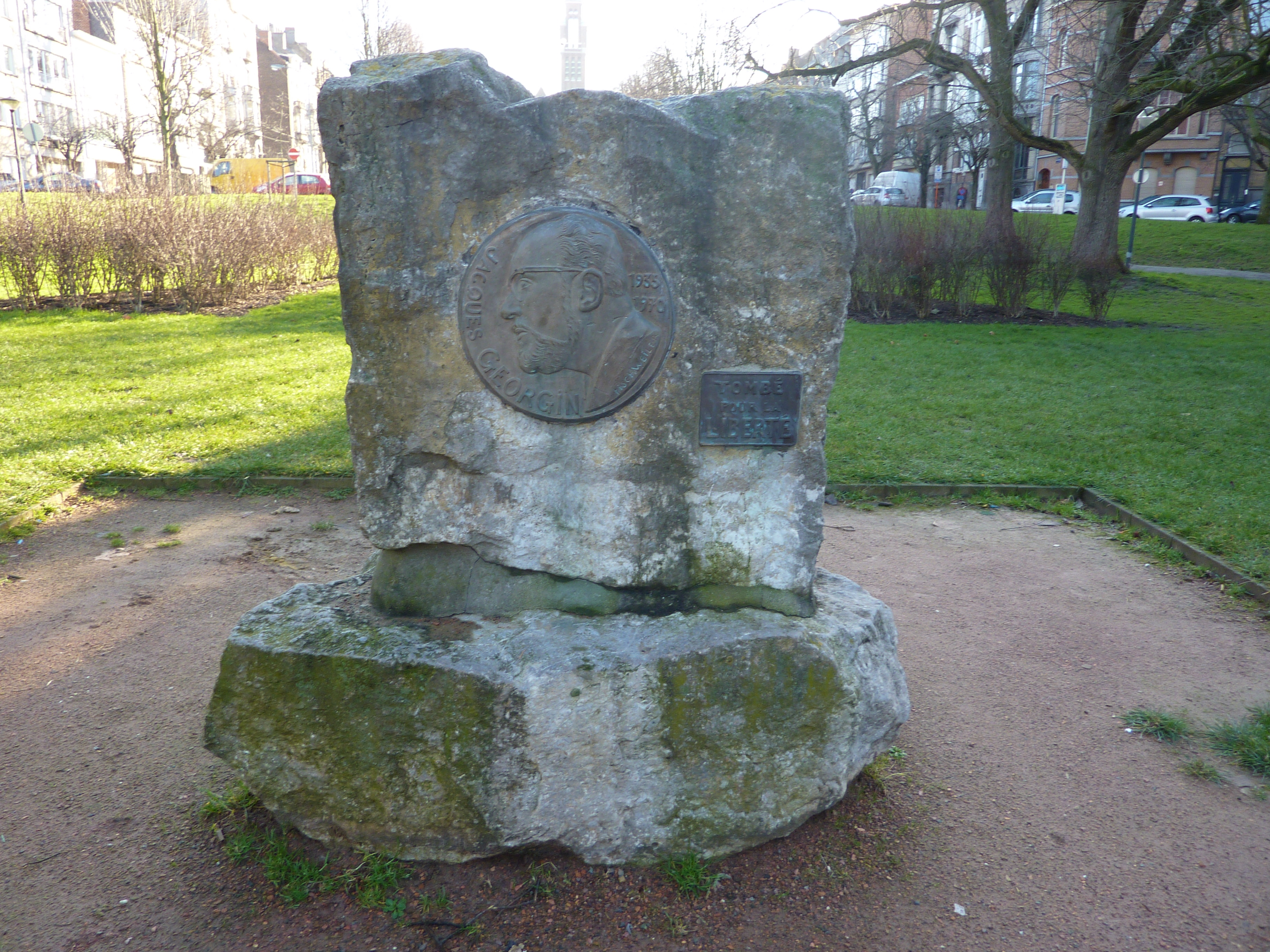
In mémoriam : Jacques Georgin (1935-1970), Bruxelles

Pour les articles homonymes, voir Georgin.
L'affaire Jacques Georgin est une affaire criminelle belge des années 1970 qui met en scène, l’assassinat politique d'un membre du Front démocratique des Francophones (un parti politique belge) par des militants du Vlaamse Militanten Orde (VMO - Organisation des militants flamands). La VMO était un groupe d'action de propagande d'extrême droite de Flandre.  Cette affaire a débouché en Flandre sur la refonte de la VMO et la création du Taal Aktie Komitee (TAK - Comité d’action pour la défense de la langue néerlandaise). Dans la partie francophone de la Belgique, l'affaire Jacques Georgin a débouché sur la création du Centre d’Études Jacques Georgin, un centre de réflexion du FDF sur la société et les droits citoyens.

## Portrait de Jacques Georgin
Jacques Georgin, né à Etterbeek le 15 septembre 1935 et décédé à Laeken le 12 septembre 1970, était agrégé en philologie romane de l’ULB, professeur à l’Athénée Royal de Saint-Josse-ten-Noode puis à l’Institut supérieur de l’État.
Jacques Georgin était également secrétaire de la section de Laeken du Front démocratique des francophones, un parti politique belge créé en réaction à l'établissement des frontières linguistiques en Belgique en 1963.

## Meurtre sans préméditation
Dans la nuit du vendredi 11 septembre au samedi 12 septembre 1970, vers une heure du matin, alors qu'ils effectuaient une tournée de collage d'affiches électorales avenue Houba-de Strooper à Laeken (Bruxelles) pour le FDF, Jacques Georgin et trois de ses compagnons ont été attaqués par neuf individus descendus d’une camionnette avec des pieds de tables. Ces assaillants étaient des « colleurs d’affiches » de la Volksunie dont certains étaient membres ou sympathisants de l’Organisation des militants flamands (Vlaamse Militanten Organisatie, VMO), un groupe d'action d'extrême droite flamande. La camionnette s'est arrêtée à hauteur de Jacques Georgin, l'isolant du groupe ; les occupants l'ont ensuite roué de coups. Étendu sur le sol, Jacques Georgin a ensuite été tabassé avec des pieds de table. Venus à la rescousse, ses trois compagnons ont également été grièvement blessés par le commando du VMO. En partant, les agresseurs ont crié « De la part du VMO ». Jacques Georgin s'est ensuite traîné jusqu'au café le plus proche pour demander un verre d'eau, las, il décède sur place d’un infarctus,.  
Les neuf agresseurs ont été arrêtés dans la nuit du 11 au 12 septembre.  
À la suite du premier examen judiciaire en 1971, le président de la VMO, Bob Maes, décida de dissoudre l'organisation afin de protéger ses membres d'éventuelles suites.  Les avocats de la VMO ont ensuite réussi à ralentir l'enquête de façon qu'il a fallu attendre le mois de mars 1978 pour que la Cour d'Appel de Bruxelles puisse se prononcer.  Les coupables furent condamnés pour meurtre sans préméditation à des peines d'emprisonnement allant de trois mois à un an avec sursis et à une amende de deux millions de francs belges. La VMO renaîtra un an plus tard, en 1972, sous l'impulsion de certains de ses membres sous un nom légèrement différent : l'« Ordre des Militants flamands » (Vlaamse Militanten Orde, VMO) et sous le commandement du fameux Bert Eriksson (en). Au cours des années 1970, les actions du VMO deviendront de plus en plus violentes : graves destructions, prise d'assaut et attaque à la bombe incendiaire de maisons de Wallons et de travailleurs invités, enlèvement et tabassages, possession illégale d'armes et divers attentats.  Enfin, le 4 mai 1981, l’organisation a été condamnée par la justice belge en tant que milice privée extrêmement dangereuse, et défendue ,. 
Roger Van Ransbeeck, militant de la VMO et un des assaillants, a créé avec son avocat Piet De Pauw un autre groupe d'action qui deviendra en 1972 le Taal Aktie Komitee. 
Un deuxième militant et assaillant de cette nuit du 11 au 12 septembre 1970, Roeland Van Walleghem, fut élu sénateur Vlaams Blok en 1991.

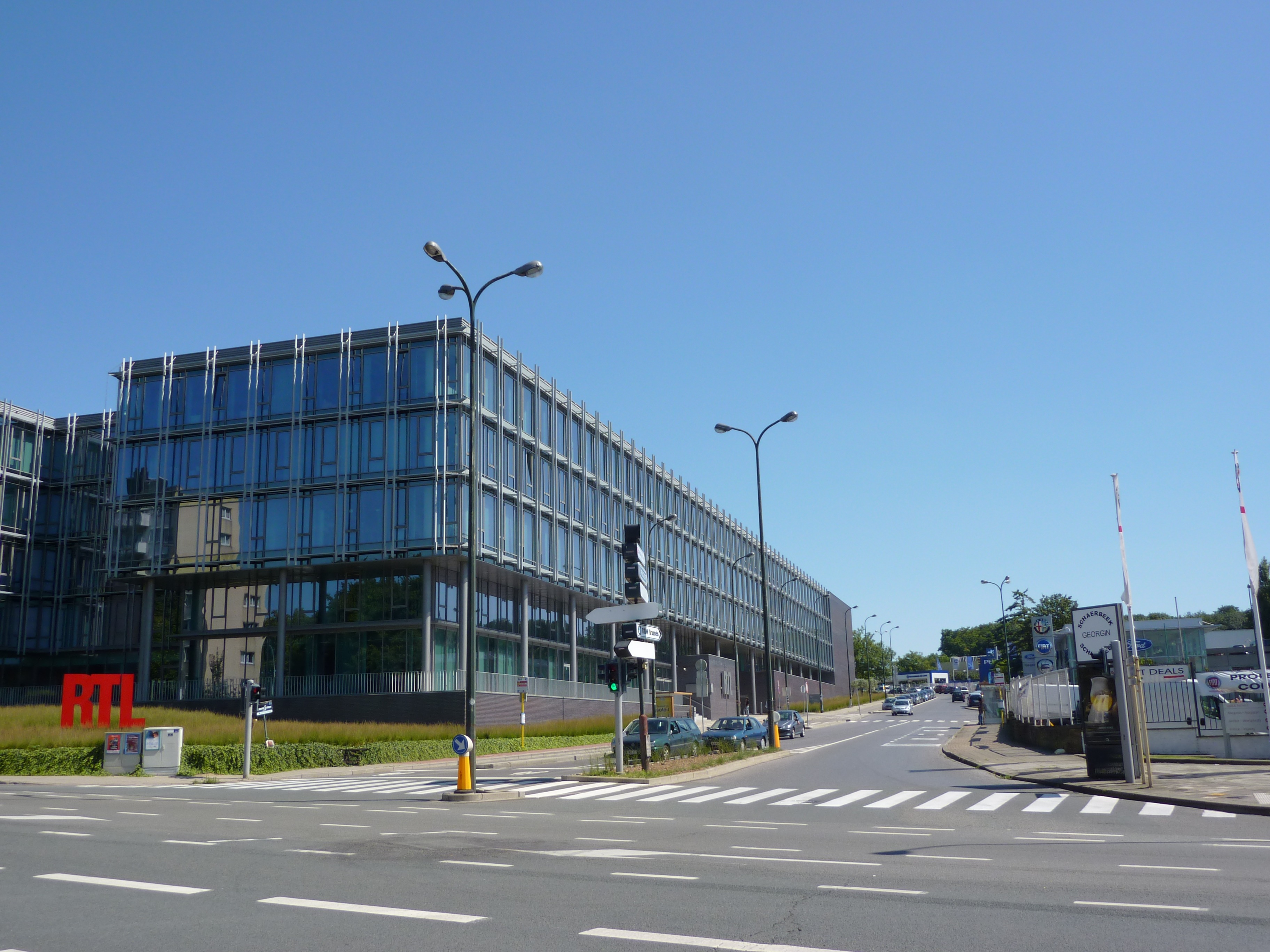
avenue Jacques Georgin, Schaerbeek

Une avenue de la commune de Schaerbeek porte désormais le nom de Jacques Georgin. Un mémorial en son honneur se trouve avenue Huart Hamoir à Bruxelles.